# Новая демократическая партия Косова
Новая демократическая партия Косова (босн. Nova Demokratska Stranka) — политическая партия в Косово, представляющая боснийцев. Партию основала Эмилия Реджепи.

## История
Партия была основана в 2009 году в ответ на растущее недовольство боснякской общины коалицией Вакат, которую Реджепи обвинила в том, что она работает только для личной выгоды, а не для удовлетворения потребностей сообщества, которое они представляют.
Партия впервые получила представительство на парламентских выборах в Косово в 2010 году, набрав 2478 голосов или 0,35% голосов. Это сделало ее первой боснийской партией, не входившей в коалицию Вакат, которая получила представительство в Ассамблее. Партия сохраняла одинаковое представительство на всех выборах с 2010 года, имея одно место в Ассамблее.
Партия не присоединилась к парламентской группе «6+» (состоящей из представителей несербского меньшинства). Реджепи обвинила группу в том, что она служит интересам турецкого меньшинства, несмотря на то, что двое ее членов были из боснийской коалиции «Вакат».
После косовских парламентских выборов 2019 года партия присоединилась к парламентской группе Самоопределение (вместе с Новой демократической инициативой Косово) и вошла в состав первого кабинета Курти, а Эмилия Реджепи стала министром администрации и местного самоуправления. Однако с падением Первого правительства Курти из-за вотума недоверия Демократической лиги Косова партия стала частью оппозиции вместе с Самоопределением.
В 2021 году партия вошла в состав правительства, возглавляемого Самоопределением, после победы Самоопределения на парламентских выборах в Косово в 2021 году, когда Эмилия Реджепи стала третьим заместителем премьер-министра по вопросам меньшинств и правам человека.